# Кубок Швейцарії з футболу 1998—1999
Кубок Швейцарії з футболу 1998–1999 — 74-й розіграш кубкового футбольного турніру у Швейцарії. Титул вдруге поспіль здобула Лозанна.

## Календар
| Раунд           | Дата                        | Матчі | Клуби     |
| --------------- | --------------------------- | ----- | --------- |
| Перший раунд    | 4-11 серпня 1998            | 57    | 193 → 136 |
| Другий раунд    | 21-23 серпня 1998           | 56    | 136 → 80  |
| Третій раунд    | 8-30 вересня 1998           | 28    | 80 → 52   |
| Четвертий раунд | 9-11 жовтня 1998            | 20    | 52 → 32   |
| 1/16 фіналу     | 20 лютого - 24 березня 1999 | 16    | 32 → 16   |
| 1/8 фіналу      | 13-15 квітня 1999           | 8     | 16 → 8    |
| 1/4 фіналу      | 5 травня 1999               | 4     | 8 → 4     |
| 1/2 фіналу      | 18-20 травня 1999           | 2     | 4 → 2     |
| Фінал           | 13 червня 1999              | 1     | 2 → 1     |

## 1/16 фіналу
| Команда 1             | Рахунок      | Команда 2          |
| --------------------- | ------------ | ------------------ |
| 20 лютого 1999        |              |                    |
| Локарно (2)           | 0:0 пен. 3:5 | Цюрих              |
| 21 лютого 1999        |              |                    |
| Івердон Спорт (2)     | 3:1          | Янг Бойз (2)       |
| Госсау (3)            | 0:2          | Лугано             |
| Ньйон (2)             | 2:2 пен. 4:2 | Базель             |
| 17 березня 1999       |              |                    |
| Бюль (3)              | 1:5          | Лозанна            |
| Делемон (2)           | 1:0          | Ксамакс            |
| Натерс (3)            | 1:3          | Серветт            |
| Вінтертур (3)         | 1:2          | Грассгоппер        |
| Буохс (3)             | 1:0 дч       | Санкт-Галлен       |
| Гренхен (3)           | 2:0          | Етуаль (Каруж) (2) |
| 18 березня 1999       |              |                    |
| Золотурн (2)          | 0:1          | Сьон               |
| Віль (2)              | 3:0          | Аарау              |
| 24 березня 1999       |              |                    |
| Шаффгаузен (2)        | 0:1 дч       | Люцерн             |
| Ред Стар Цюрих (3)    | 3:0          | К'яссо (2)         |
| Ванген-бай-Ольтен (3) | 2:5 дч       | Тун (2)            |
| Беллінцона (3)        | 3:0          | Крієнс (2)         |

## 1/8 фіналу
| Команда 1          | Рахунок      | Команда 2         |
| ------------------ | ------------ | ----------------- |
| 13 квітня 1999     |              |                   |
| Ньйон (2)          | 1:1 пен. 2:4 | Грассгоппер       |
| Віль (2)           | 1:4          | Лозанна           |
| 14 квітня 1999     |              |                   |
| Буохс (3)          | 0:1          | Серветт           |
| Гренхен (3)        | 0:2          | Сьон              |
| Тун (2)            | 1:3          | Делемон (2)       |
| Беллінцона (3)     | 2:3          | Люцерн            |
| Цюрих              | 0:1          | Лугано            |
| 15 квітня 1999     |              |                   |
| Ред Стар Цюрих (3) | 2:1          | Івердон Спорт (2) |

## 1/4 фіналу
| Команда 1          | Рахунок | Команда 2   |
| ------------------ | ------- | ----------- |
| 5 травня 1999      |         |             |
| Люцерн             | 1:2     | Грассгоппер |
| Делемон (2)        | 1:2     | Лозанна     |
| Сьон               | 1:2     | Серветт     |
| Ред Стар Цюрих (3) | 2:1     | Лугано      |

## 1/2 фіналу
| Команда 1          | Рахунок | Команда 2   |
| ------------------ | ------- | ----------- |
| 18 травня 1999     |         |             |
| Серветт            | 0:1     | Лозанна     |
| 20 травня 1999     |         |             |
| Ред Стар Цюрих (3) | 0:7     | Грассгоппер |

## Фінал
| 13 червня 1999 |

| Лозанна               | 2:0      | Грассгоппер |
| --------------------- | -------- | ----------- |
| Діого 36' Маццоні 90' | Протокол |             |

| Ванкдорф, Берн Глядачів: 18 000 Арбітр: Роланд Бек |